# Volkswagen Iltis
Volkswagen Iltis Type 183, er en bilmodel fra Volkswagen lanceret i 1979.
Volkswagen Iltis "Ilder" var fra slutningen af 1970'erne til starten af 1990'erne en del af "Bundeswehr"s vognpark. Bilen afløste Volkswagen Typ 181 og efterfulgtes af Mercedes Geländewagen. Køretøjet brugtes til en række opgaver inden for det vesttyske forsvar. Den solgtes også civilt men blev aldrig nogen succes. 
Volkswagen Iltis er et firehjulstrukket terrænkøretøj. Den benzindrevne version har en motorvolumen på 1,7 liter og 75 hk, mens turbodieselversionens motorvolumen er på 1,6 liter og har 69 hk.
Bilens udformning er tydeligvis inspireret af de erfaringer Auto Union havde gjort ved konstruktionen, fremstillingen og anvendelsen af terrænbilen "DKW Munga", som blev fremstillet af Auto Union fra 1956 til 1968, og fortrinsvis blev leveret til den tyske forbundshær "Bundeswehr" . (VW havde midt i 1960-erne overtaget Auto Union og dermed DKW fra Mercedes-Benz.)
Det firehjulstræk som udvikledes til Iltis inspirerede til satsningen på Audi quattro. Modellen er en Volkswagen, men udvikledes og byggedes af Audi i Ingolstadt. Efter produktionens ophør hos VW solgtes produktionen til Bombardier, som fremstillede modellen bl.a til det canadiske forsvar.

## Eksterne links
- Wikimedia Commons har flere filer relateret til Volkswagen Iltis